# Дријант
Дријант је у грчкој митологији било име више личности.

## Етимологија и биологија
Име Дријант има значење „храст“. Међутим, латински назив Dryas је назив за сасвим други род биљака који припада породици ружа.

## Митологија
- Према Аполодору, био је један од Египтида, чија је мајка била Калијадна, а супруга Данаида Еуридика.[3]
- Према Аполодору, Хесиоду и Хигину, био је Арејев или Јапетов син,[4] вођа Лапита који се борио против кентаура на Пиритојевој свадби. Описан је као изузетно снажан, али и разборит, јер је прихватао све мудре савете Нестора.[5] Учествовао је и у лову на Калидонског вепра, а убио га је његов брат Тереј.[4] Наиме, Тереј је добио информацију од пророчишта да ће му сина Итија убити неко од крвних сродника. Он је помислио да би то могао да буде Дријант, како би се домогао престола, па га је изненадио и убио секиром.[1] Неки извори наводе да су овде у питању две различите личности; један ловац на вепра, кога је убио брат Тереј и други вођа Лапита.[5]
- Према Аполодору, Ликургов син.[4] Када је Дионис напао Тракију, на ушћу реке Стримон га је дочекао краљ Едонаца, Ликург, те му се врло свирепо супротставио. Он је успео да зароби све Дионисове људе и сам бог је једва успео да побегне скочивши у море и сакривши се код Тетиде, у њене подморске шпиље. То је наљутило Дионисову бабу Реју и она је Ликурга казнила лудилом. Зато је рођеног сина Дријанта ударио секиром, мислећи да је лоза и чак наставио да га сече, одсекавши му тако нос, као и уши и све прсте. Због ужаса овог убиства, сва трачка земља је постала сува и бесплодна.[1]
- Такође према Аполодору, отац поменутог краља Ликурга који се успротивио увођењу Дионисовог култа у Тракију.[4] Према неким изворима, овај Дријант и Дријант ловац на Калидонског вепра су иста личност.[5]
- Према Антонину Либералу, отац Муниха, једног од пророка.[4]
- Дријант је био и један од Палениних просилаца. Паленин отац Ситон је обичавао да изазове просиоце своје кћерке на двобој до смрти, али када су Дријант и Клит затражили руку његове кћерке, он је захтевао да се боре међу собом. Палена је била наклоњена Клиту, па је подмитила Дријантовог кочијаша да из господаревих кочија извуче чивије. На тај начин, обезбедила је победу Клиту и он је убио Дријанта.[5]
- Дријант се помиње и као Амфилохов отац.[4]
- Учесник тројанског рата кога је убио Дејфоб.[6]
- Био је поглавица из Танагре који је дошао са хиљаду стрелаца да брани Тебу од напада „седморице“, који је на мистериозан начин умро у тој борби.[4]